# Fushimi-juku (Nakasendō)

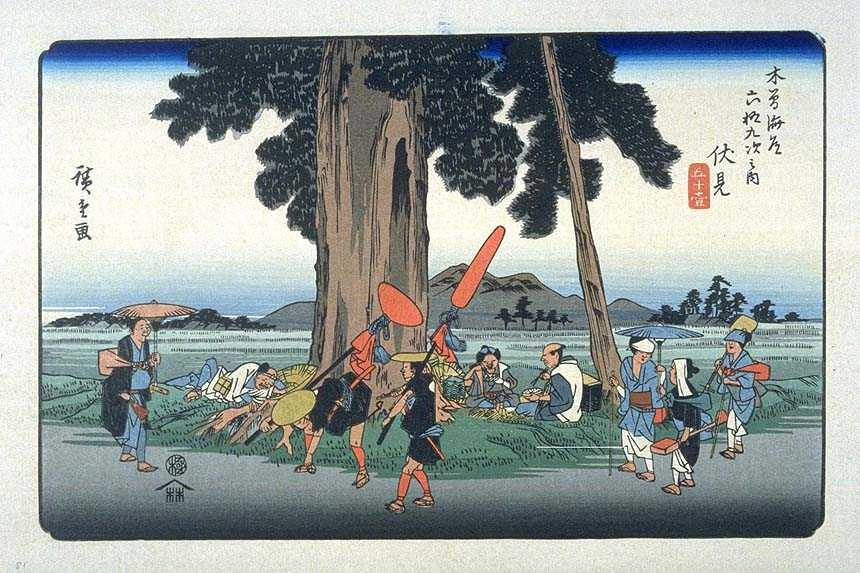
Fushimi-juku, estampe de Hiroshige de la série Les Soixante-neuf Stations du Kiso Kaidō.

Pour les articles homonymes, voir Fushimi-juku.
Fushimi-juku (伏見宿, Fushimi-juku) était la cinquantième des soixante-neuf stations du Nakasendō. Elle est située dans la ville moderne de Mitake, district de Kani, préfecture de Gifu au Japon.

## Histoire
Durant la période Edo, comme les stations voisines Mitake-juku et Ōta-juku commençaient à prospérer, Fushimi-juku fut construite pour bénéficier de la route. À présent qu'une autoroute passe directement sur l'emplacement de l'ancienne station, il ne reste rien des alignements de maisons qui s'étendaient sur environ 600 m.

## Stations voisines
Nakasendō
Mitake-juku – Fushimi-juku – Ōta-juku
Uwa Kaidō (relie le Nakasendō au château de Nagoya)
Fushimi-juku (point de départ) – Dota-juku (土田宿)